# Просанта Чакрабарті
Просанта Чакрабарті (англ. Prosanta Chakrabarty; нар. 25 листопада 1978) — американський іхтіолог, доцент кафедри іхтіології, еволюції та систематики в Університеті штату Луїзіана. Автор описання нових видів риб.

## Біографія
Навчався в Університеті Макгілла, де здобув ступінь бакалавра прикладної зоології та в Мічиганському університеті, де здобув ступінь доктора екологічних наук та еволюції. Він був директором програми Національного наукового фонду та секретарем Американського товариства іхтіологів та герпетологів.

## Дослідження
Чакрабарті проводив дослідження у понад 30 країнах і описав понад 13 нових видів риб. У 2014 році разом з колегами Жаком Прежаном та Метью Німіллером він відкрив Amblyopsis hoosieri. Будучи куратором відділу риб в Університеті Луїзіани, він зібрав колекцію з 100 тис. зразків.

## Описані нові види
- Paretroplus tsimoly[10]
- Mystus falcarius[11]
- Nandus prolixus[12]
- Photoplagios laterofenestra[13]
- Nuchequula mannusella[14]
- Equulites absconditus[15]
- Milyeringa brooksi[16]
- Halieutichthys intermedius
- Halieutichthys bispinosus[17]
- Profundulus kreiseri[18]
- Typhleotris mararybe[19]
- Roeboides bussingi[20]
- Amblyopsis hoosieri[21]
- Caecieleotris morrisi[22]
- Photolateralis polyfenestrus[23]